# Федорчук Юрій Миколайович
Ю́рій Микола́йович Федорчу́к (нар. 14 травня 1989, Рачин, Дубенський район Рівненська область) — український футболіст, воротар.

## Біографія
У сезоні 2006 року виступав за «Спартак» (Дубно) у чемпіонаті Рівненської області, зігравши у 7 матчах.
У першій лізі чемпіонату України дебютував 17 травня 2007 року в матчі проти київського ЦСКА, в якому пропустив 1 гол.
Усього за «Волинь» зіграв 6 матчів, пропустив 12 голів.
У 2018 році зіграв 3 матчі за ФК «Рачин» у чемпіонаті Рівненської області.